# (2246) Bowell
(2246) Bowell ist ein Asteroid des äußeren Hauptgürtels, der von dem US-amerikanischen Astronomen Edward L. G. Bowell am 14. Dezember 1979 an der Anderson Mesa Station (IAU-Code 095) des Lowell-Observatoriums im Coconino County, Arizona entdeckt wurde.
Unbestätigte Sichtungen des Asteroiden hatte es schon vorher gegeben: unter anderem am 10. Juni 1942 (unter der vorläufigen Bezeichnung 1942 GP) am Iso-Heikkilä-Observatorium der Universität Turku sowie am 25. September 1976 (1976 SL6) und 23. September 1977 (1977 SM3) am Krim-Observatorium in Nautschnyj.
(2246) Bowell gehört zur Hilda-Gruppe, das heißt, er bewegt sich in einer Bahnresonanz von 3:2 mit dem Planeten Jupiter um die Sonne. Namensgeber dieser Gruppe ist der Asteroid (153) Hilda. (2246) Bowell hat einen mittleren Durchmesser von 44,21 km (± 3,2). Seine Albedo von 0,0540 (± 0,009) ist relativ dunkel. Er gehört zur Spektralklasse D, wie individuelle Untersuchungen von Schelte John Bus und Richard P. Binzel am 7. April 1997 am 240-cm-Hiltner-Ritchey-Chrétien-Teleskop des MDM Observatorys am Kitt-Peak-Nationalobservatorium herausgefunden haben. Asteroiden der Spektralklasse D zeichnen sich unter anderem durch eine niedrige Albedo und ein rötliches elektromagnetisches Spektrum aus.
Der Asteroid wurde am 1. Januar 1981 auf Vorschlag des britischen Astronomen Brian Marsden nach Edward L. G. Bowell benannt.